# Leopold Kochman
Leopold Kochman (13. listopadu 1847 Nové Strašecí – 15. května 1919 New York) byl český socialistický básník,  novinář a překladatel z němčiny a francouzštiny.

## Život
Pocházel z učitelské rodiny. Po vyučení pracoval jako mlynářský dělník, ze zdravotních důvodů ale musel toto povolání opustit. Otevřel si pak krupařský krám na Malé Straně, v Karmelitské ulici. V 70. letech se začal pohybovat v sociálnědemokratických kruzích, byl blízkým přítelem Josefa Boleslava Pecky. Od roku 1877 psal do sociálnědemokratických časopisů Budoucnost a Dělnické listy. Přispíval tam především články s ekonomickou tematikou. V roce 1882 byl spolu s Peckou a dalšími socialisty obžalován ve velkém procesu a odsouzen na rok do vězení. Ještě před nástupem trestu se mu ale podařilo emigrovat do Spojených států amerických. I tam počal působit jako novinář, v krajanském dělnickém tisku (nejprve  zejm. Dělník americký). V USA se sblížil s anarchistickým hnutím. Založil i vlastní časopis, Proletář, který se profiloval převážně anarchisticky. Později se ale vrátil spíše k sociálnědemokratické orientaci a psal do takto orientovaného krajanského listu Hlas lidu. V Americe přeložil a vydal Manifest komunistické strany Karla Marxe a Bedřicha Engelse. Jde o první český překlad tohoto textu v historii. Zemřel v zapomnění a chudobě.

## Dílo
Svou poezii shrnul zejména do sbírky Dělnická poezie, vydané ve dvou dílech v letech 1891 a 1893, v New Yorku. Některé jeho verše byly patetické (asi nejznámější z takových je rozsáhlá skladba Proč jsem socialista), jiné satirické a pichlavé, zejména ty, kde útočil na církev, náboženství a státní byrokracii. Často básně skládal na známé dobové melodie a písně. Básnicky komentoval i některé historické události, například Pařížskou komunu nebo masakr dělníků na chicagském Haymarketu roku 1886.

## Pseudonymy
Používal pseudonym Vive la liberté či V. L. Liberté. Tento pseudonym ale používali i jiní spisovatelé, například František Cajthaml, Antonín Svoboda nebo Jarmil Krecar.

## Překlady
- Johann Josef Most: Sociální hnutí v Starém Římě a cesarismus, New York : Česko-dělnický vzdělávací spolek číslo II, 1889